# SpaceX CRS-20
SpaceX CRS-20 (также известный как SpX-20) — двадцатый полёт автоматического грузового корабля Dragon компании SpaceX в программе снабжения Международной космической станции по контракту Commercial Resupply Services (CRS) с NASA.
Последняя миссия в рамках первой фазы контракта и последний запуск корабля Dragon первого поколения. Миссии второй фазы контракта будут выполняться с помощью грузовой версии корабля Dragon 2.
Это третий полёт для возвращаемой капсулы корабля, которая ранее использовалась для миссий SpaceX CRS-10 и SpaceX CRS-16, в феврале 2017 и декабре 2018 года, соответственно.

## Запуск
В конце февраля, во время стандартной инспекции оборудования при подготовке к запуску было выявлено некорректное поведение привода клапана второй ступени ракеты-носителя. Компания SpaceX решила, что наиболее безопасным и целесообразным вариантом будет замена ступени и использовали другую вторую ступень, которая уже находилась на космодроме и готовилась к следующему запуску. Запуск был отложен на несколько дней.
Запуск корабля ракетой-носителем Falcon 9 со стартового комплекса SLC-40 на мысе Канаверал состоялся 7 марта 2020 года в 04:50 UTC. Примерно через 10 минут после старта корабль вышел на орбиту и раскрыл солнечные батареи.

## Сближение и стыковка
9 марта 2020 года была произведена швартовка корабля к МКС. Сначала, в 10:25 UTC, грузовой корабль Dragon был захвачен роботизированой рукой «Канадарм2», которой управляла Джессика Меир. Затем, при помощи этой руки, корабль был подтянут и в 12:18 UTC окончательно пристыкован к надирному стыковочному узлу модуля «Гармония» МКС.

## Полезная нагрузка
Dragon доставил на МКС 1977 кг полезного груза.
В герметичном отсеке находится 1509 кг груза (с учётом упаковки), в том числе:
- Провизия и вещи для экипажа — 273 кг
- Материалы для научных исследований — 960 кг
- Оборудование для выхода в открытый космос — 56 кг
- Оборудование и детали станции — 219 кг
- Компьютеры и комплектующие — 1 кг

Масса оборудования в негерметичном грузовом отсеке корабля Dragon составляет 468 кг, там находится платформа Bartolomeo Европейского космического агентства, для размещения снаружи станции до 12 научных экспериментов, в том числе и для коммерческих заказчиков.

## Отстыковка и возвращение
Планируется, что Dragon будет оставаться на МКС около месяца, после чего вернется с грузом на Землю.